# 泰西诺堡
泰西诺堡（義大利語：Castello Tesino）是意大利特伦托自治省的一个市镇。总面积112平方公里，人口1371人，人口密度12.2人/平方公里（2009年）。ISTAT代码为022048。